# Coppa asiatica di calcio CONIFA
La Coppa d'Asia CONIFA (inglese: CONIFA Asia Cup) è una competizione calcistica internazionale organizzata dalla CONIFA, associazione che rappresenta alcune selezioni calcistiche non affiliate alla FIFA. Nel 2021, venne annunciata la creazione del torneo, mentre nel 2023 si è giocata la prima edizione. 
La squadra campione in carica è Tamil Eelam, che nella finale di Alcochete, in Portogallo, ha battuto Hmong per 3 a 1. 
La prossima edizione si terrà a luglio in Inghilterra e vedrà affrontarsi come nel 2023 tre squadre.

## Edizioni
| Anno          | Ospitante   |             | Finale    | Finale     | Finale   |           | Finale terzo e quarto posto | Finale terzo e quarto posto | Finale terzo e quarto posto |
| Anno          | Ospitante   | Vincitore   | Risultato | 2º posto   | 3º posto | Risultato | 4º posto                    |                             |                             |
| 2023Dettagli  | Portogallo  | Tamil Eelam | 3 – 1     | Hmong FF   | Tibet    |           |                             |                             |                             |
| 2025 Dettagli | Inghilterra | Tamil Eelam | 5 – 0     | Uiguristan | Tibet    |           |                             |                             |                             |

## Statistiche
Capocannonieri
| Edizione | Capocannoniere        | Nazionale   | Gol |
| -------- | --------------------- | ----------- | --- |
| 2023     | Sivananthan Nirunthan | Tamil Eelam | 4   |
| 2025     |                       |             |     |

Migliori calciatori
| Edizione | Miglior giocatore | Nazionale   |
| -------- | ----------------- | ----------- |
| 2023     | Canistan Regize   | Tamil Eelam |
| 2025     |                   |             |

Migliori portieri
| Edizione | Miglior portiere | Nazionale |
| -------- | ---------------- | --------- |
| 2023     | Sunny Vang       | Hmong FF  |
| 2025     |                  |           |